# Språkteori
Språkteori är den del av språkvetenskapen som fokuserar på, och söker bestämma, språkets mest allmänna kännetecken. Språkteorins grundfrågor handlar om hur språk existerar och vilken uppgift språk har för människor i deras dagliga liv. Teorin (eller snarare teorierna) har influerats av besläktade vetenskaper, såsom filosofi, särskilt språkfilosofi, psykologi och antropologi. En klassisk ståndpunkt inom språkteorin är den strukturalistiska. Den teorin har dock utmanats, bland annat av Noam Chomsky.